# Baseshwor
Baseshwar (en népalais : बासेश्वर) est un comité de développement villageois du Népal situé dans le district de Sindhuli. Au recensement de 2011, il comptait 3 200 habitants.